# Hajasová
Hajasová je přírodní rezervace v katastrálním území obce Lipovec v okrese Martin v Žilinském kraji na Slovensku. Území bylo vyhlášeno v roce 1976 a jeho rozloha je 7,17 hektaru. Předmětem ochrany jsou lesní společenstva nižších poloh v povodí Hoskory v západní části Malé Fatry.